# Helmer Nerlund

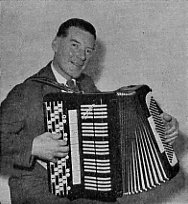
Foto av Helmer Nerlund sannolikt taget någon gång under 1930-talet

Helmer Hubert Nerlund, född 10 oktober 1905 i Övre Ulleruds församling, Värmland, död 21 augusti 1975 i Johanneshov, Stockholm, var en svensk dragspelare, kompositör och skådespelare. Helmer Nerlund började spela dragspel som 20-åring och debuterade i radio 1933. Före flytten till Stockholm 1943 drev han en musikaffär i Forshaga.

## Tävlingar
- Svensk mästare på Auditorium 1932.
- Nummer fyra i Svenska dragspelsförbundets Grand Prix 1933, Stockholm.
- Nummer sex i Nordiska mästerskapen 1946, Stockholm.

## Diskografi
- 1946 - Pariserkvällar
- 1950 - Tango Musette
- 1954 - Toreadoren
- 1954 - Turnévalsen
- 1955 - Klarälvsvalsen
- 1955 - Valse Entré
- 1956 - Kom snart tillbaka

## Filmografi
- 1950 - Svenska Takter